# Hannelore Elsner
Hannelore Elsner (nascida Hannelore Elstner; Burghausen, 26 de julho de 1942 - Munique, 21 de abril de 2019) foi uma atriz alemã com longa carreira na TV e no cinema. Trabalhou inicialmente em palcos em Munique, em seguida estrelou em filmes populares e séries de televisão como A Clínica da Floresta Negra, e como o personagem principal inspetora Lea Sommer na série Die Kommissarin. Foi reconhecida internacionalmente por seu papel no filme de 2000 Nenhum Lugar para Ir, exibido no Festival de Cannes. Elsner foi agraciada com honrarias por sua atuação e seu engajamento social.

## Filmes
Filmes com Hannelore Elsner incluem:
- Old Heidelberg (1959)
- Das Mädchen mit den schmalen Hüften (1961)
- Die endlose Nacht (1963)
- An Alibi for Death (1963)
- Glorious Times at the Spessart Inn (1967)
- Zur Hölle mit den Paukern (1968)
- Student of the Bedroom (1970)
- Gentlemen in White Vests (1970)
- Willi wird das Kind schon schaukeln (1971)
- The Stuff That Dreams Are Made Of (1972)
- ...aber Jonny! (1973)
- Trip to Vienna (1973)
- Challenge to White Fang (1974)
- Berlinger (film) (1975)
- Grete Minde (1977)
- Der Sturz (1979)
- The Tailor from Ulm (1979)
- Der grüne Vogel (1980)
- Man Without Memory (1984)
- Eine Art von Zorn (TV film, 1984)
- Parker (1985)
- Kaminsky (1985)
- Operation Dead End (1985)
- Bitte laßt die Blumen leben (1986)
- Noch ein Wunsch (TV film, 1989)
- Der achte Tag (1990)
- Długa rozmowa z ptakiem (TV film, 1992)
- Klippen des Todes (TV film, 1993)
- Die Kommissarin (TV series, 1994-2006)
- Schmetterlingsgefühle (TV film, 1996)
- A Girl Called Rosemary (TV film, 1996)
- Andrea und Marie (TV film, 1998)
- Kai Rabe gegen die Vatikankiller (1998)
- No Place to Go (2000)
- Mein letzter Film (2002)
- Eine Liebe in Afrika (TV film, 2003)
- Rot und Blau (2003)
- Frau fährt, Mann schläft (2004)
- Alles auf Zucker! (2004)
- Die Spielerin (2005) (TV film, 2005)
- Du hast gesagt, dass du mich liebst (2006)
- Rauchzeichen (2006)
- Vivere (2007)
- Das Sichtbare und das Unsichtbare (2007)
- War and Peace (TV miniseries, 2008)
- Cherry Blossoms (2008)
- Mein Herz in Chile (TV film, 2008)
- Zeiten ändern dich (2010)
- Der letzte Patriarch (TV film, 2010)
- Lüg weiter, Liebling (TV film, 2010)
- Alles Liebe (TV film, 2010)
- Das Blaue vom Himmel (2011)
- Alles inklusive (2014)
- Tour de Force (2014)
- Auf das Leben! (To Life) (2014)
- Kirschblüten und Dämonen (2019)